# Bóng vợt nữ

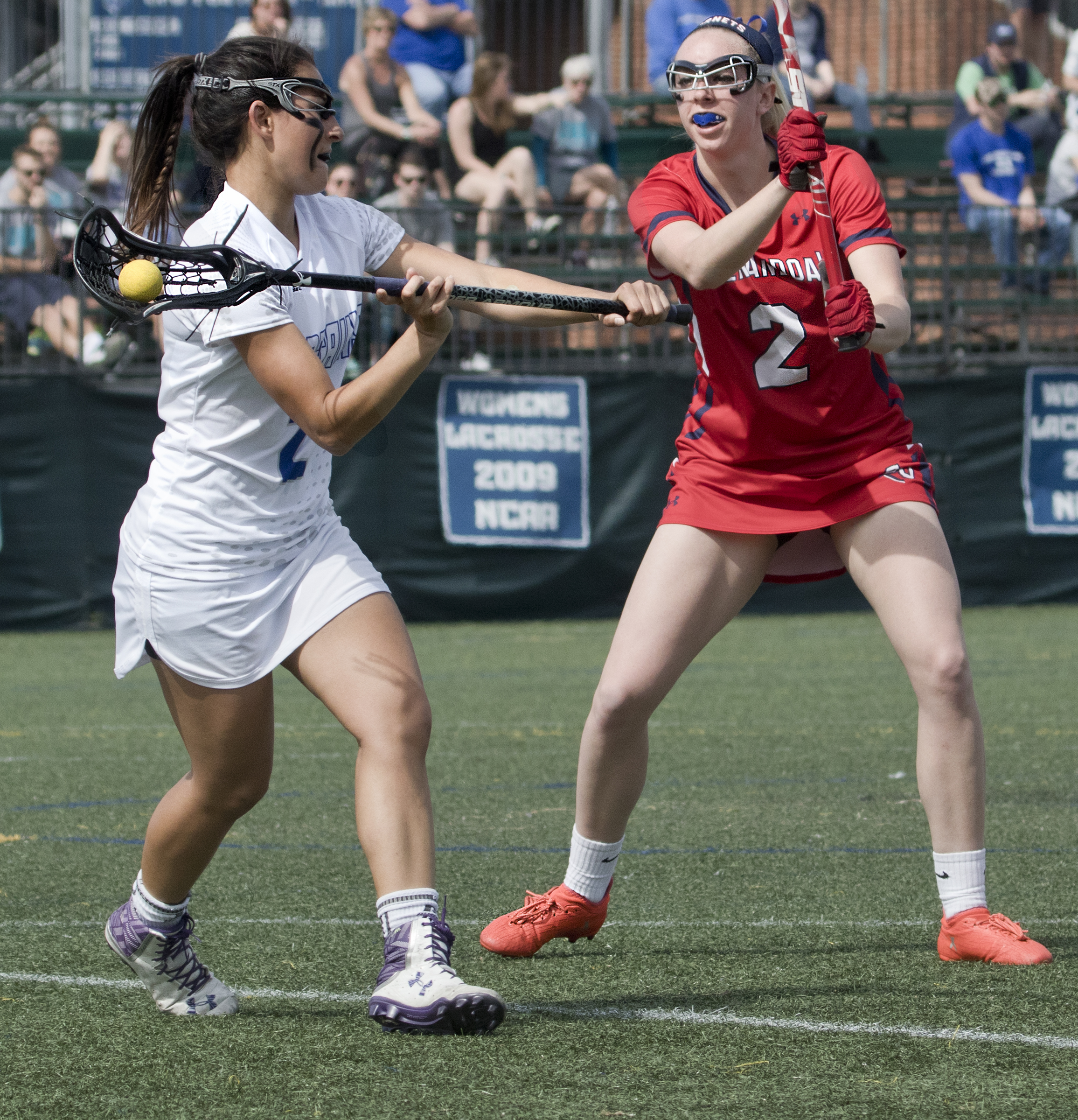
Một trận thi đấu bóng vợt nữ ở Mỹ

Bóng vợt nữ (tiếng Anh gọi là Women's lacrosse hoặc girls' lacrosse, đôi khi gọi ngắn gọn là lax) là môn bóng vợt dành cho phái nữ nhưng cũng đồng thời là môn thể thao có mười hai cầu thủ trên sân cùng một lúc (bao gồm cả thủ môn). Ban đầu môn thể thao này được người bản địa châu Mỹ chơi tiêu khiển nhưng thể loại thi đấu dành cho nữ như thời hiện đại ngày nay mới được giới thiệu vào năm 1890 tại Trường St Leonard ở St Andrews, Scotland. Các quy tắc của bóng vợt nữ khác biệt đáng kể so với bóng vợt nam. Hai môn thể thao này thường được coi là khác nhau nhưng có chung nguồn gốc đây là điểm thú vị không như nhiều môn thể thao khác đơn thuần là phân loại đối tượng theo giới, còn luật chơi không thay đổi đáng kể.

## Đại cương

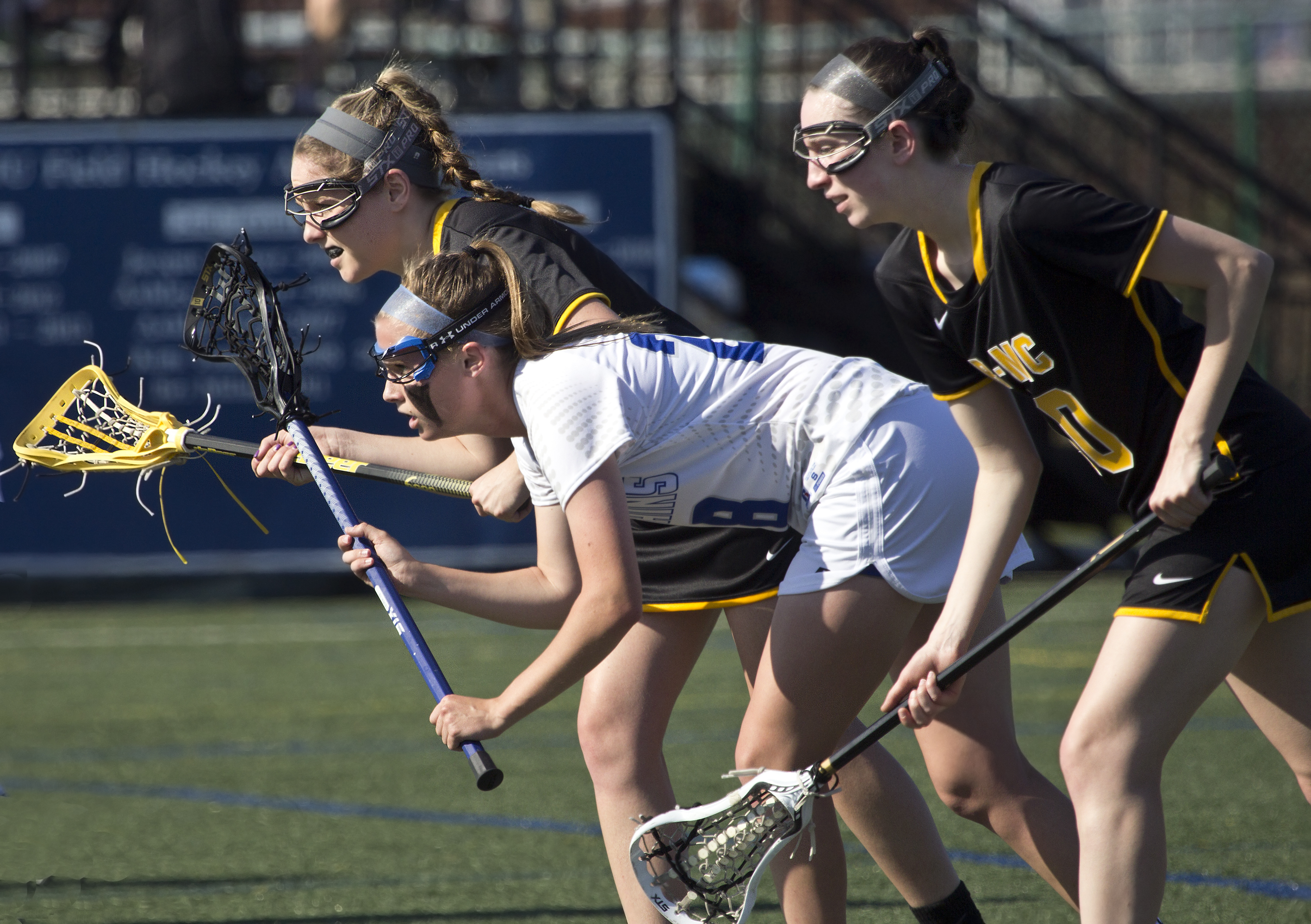
Một trận thi đấu bóng vợt nữ ở Mỹ

Mục tiêu của trò bóng vợt nữ là sử dụng một cây gậy có cán dài (được gọi là gậy vợt hoặc gậy lacrosse) để bắt, đỡ và chuyền một quả bóng vợt bằng cao su đặc nhằm ghi bàn bằng cách ném bóng vào khung thành đối phương. Ôm bắt (Cradling) được tính là khi người chơi di chuyển cổ tay và cánh tay của họ theo chuyển động hình bán nguyệt để giữ bóng trong túi vợt trên đầu gậy bằng lực hướng tâm Đầu của gậy vợt có một miếng lưới hoặc lưới da được xâu vào để người chơi có thể giữ bóng gọi là túi lưới. Về mặt phòng thủ, mục tiêu là ngăn không cho đội đối phương ghi bàn và tước bóng bằng việc sử dụng gậy và định vị cơ thể. Luật chơi bóng vợt nữ khác với bóng vợt nam. Dụng cụ và trang thiết bị cần thiết để thi đấu môn bóng vợt nữ cũng khác với bóng vợt nam. Tại Hoa Kỳ, phụ nữ chỉ được yêu cầu đeo kính mắt hoặc kính bảo hộ bóng vợt và miếng bảo vệ miệng. Gậy chơi cũng có những hạn chế, vì nó phải có độ dài nhất định và túi lưới phải đủ nông để đưa quả bóng lên trên mặt khi cầm ngang tầm mắt.
Ở cấp độ đại học ở Hoa Kỳ, bóng vợt nữ được Hiệp hội thể thao đồng nghiệp quốc gia (NCAA) đại diện, họ tổ chức tổ chức ba Giải vô địch bóng vợt nữ NCAA, một giải cho mỗi phần tranh tài diễn ra vào mỗi mùa xuân. Trên bình diện quốc tế, bóng vợt nữ có một cơ quan quản lý gồm 31 thành viên được gọi là Hiệp hội bóng vợt nữ thế giới (World Lacrosse), tổ chức tài trợ cho Giải bóng vợt nữ thế giới bốn năm một lần. Trước khi trận đấu có thể bắt đầu, mọi cây gậy mà mỗi người chơi dự định sử dụng trong trận đấu phải được trọng tài chấp thuận dựa trên một bộ tiêu chuẩn do U.S.Lacrosse và NCAA quy định. Các tiêu chuẩn này liên tục thay đổi khi các loại gậy mới được tạo ra bởi các công ty bóng vợt khác nhau. Các quy tắc của bóng vợt nữ khác biệt đáng kể so với bóng vợt nam. Các chi tiết phổ biến là các quy tắc đại học Hoa Kỳ. Luật chơi bóng vợt nữ quốc tế hơi khác một chút.

## Chú thích

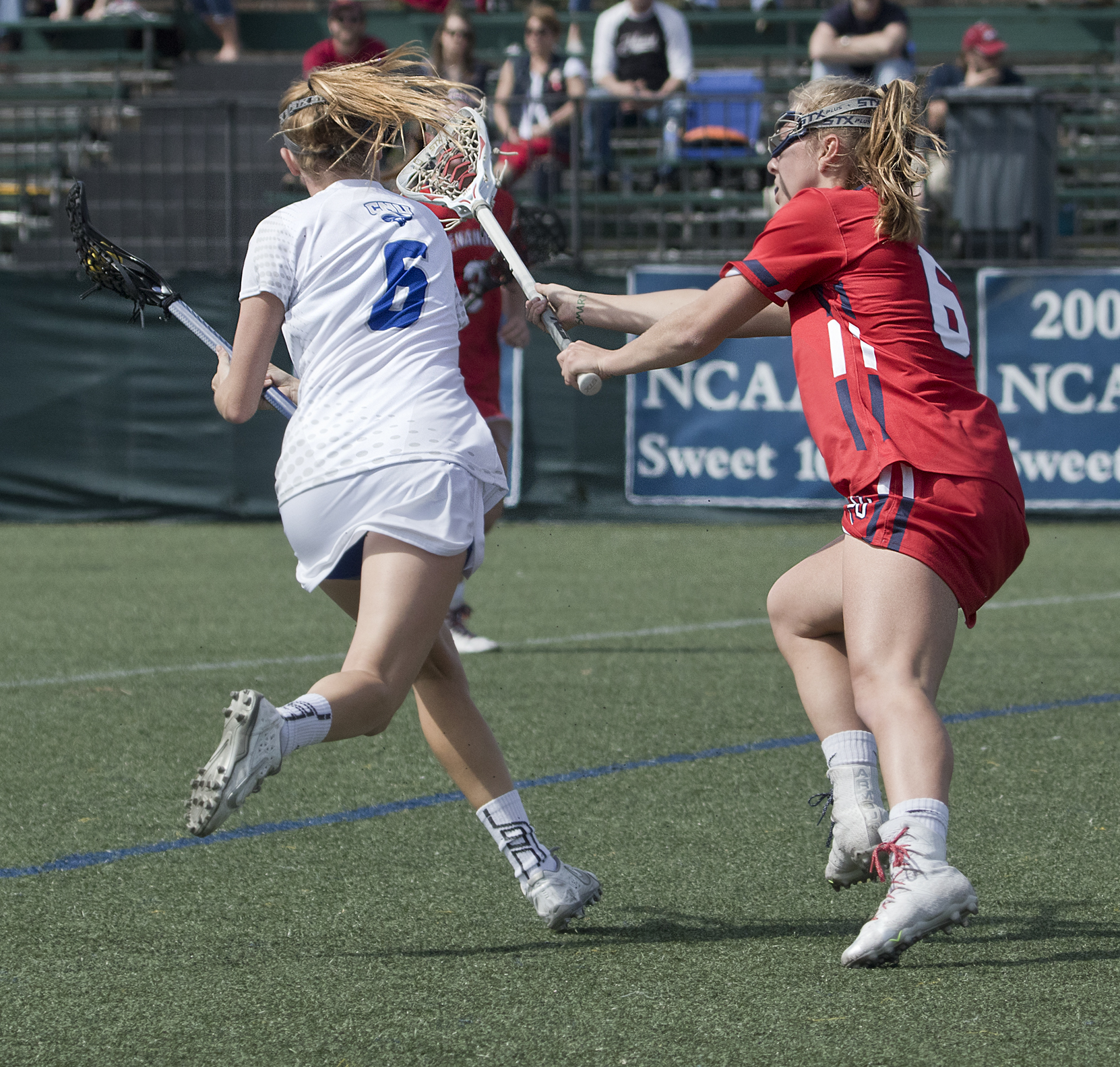
Hai vận động viên đang thi đấu quyết liệt